# Jiří Hradil (piragüista)
Jiří Hradil es un deportista checoslovaco que compitió en piragüismo en la modalidad de eslalon. Ganó tres medallas en el Campeonato Mundial de Piragüismo en Eslalon entre los años 1953 y 1957.

## Palmarés internacional
| Campeonato Mundial | Campeonato Mundial | Campeonato Mundial | Campeonato Mundial |
| Año                | Lugar              | Medalla            | Competición        |
| ------------------ | ------------------ | ------------------ | ------------------ |
| 1953               | Merano (Italia)    | Medalla de bronce  | C2 por equipos     |
| 1955               | Tacen (Yugoslavia) | Medalla de oro     | C1 por equipos     |
| 1957               | Augsburgo (RFA)    | Medalla de bronce  | C1 por equipos     |